# Ilha Wellington
A ilha Wellington está situada no oceano Pacífico na região austral do Chile, a sul do golfo de Penas, no início dos canais patagónicos, frente aos Campos de gelo Sul.
Administrativamente pertence à província Última Esperanza da Região de Magalhães e Antártida Chilena.
Desde há aproximadamente 6000 anos que as suas costas são habitadas pelo povo kawésqar. No início do século XXI este povo está praticamente extinto.